# Denysów Kupczyńce
Denysów Kupczyńce (ukr. Денисів-Купчинці) – stacja kolejowa w miejscowości Jastrzębowo, w rejonie tarnopolskim, w obwodzie tarnopolskim, na Ukrainie. Położona jest na linii Tarnopol – Stryj.
Nazwa pochodzi od pobliskich wsi Denysów i Kupczyńce.

## Historia
Stacja powstała w okresie przynależności tych terenów do Austro-Węgier. Zachował się budynek stacyjny w stylu galicyjskim. W czasach, gdy stacja leżała w Polsce, nosiła już obecną nazwę.